# 地蔵寺 (さぬき市)
地蔵寺（じぞうじ）は香川県さぬき市志度に所在する真言宗善通寺派の寺院。山号は如意山、院号は文殊院と号す。本尊は文殊菩薩。四国八十八箇所八十六番札所奥の院。
御詠歌：ももたびも もおでおがめよ じぞうでら 大悲のちかい ふかきしどうら

## 概要
志度寺を建立した凡園子（おおしそのこ）尼により飛鳥時代に創建されたとされる。
また、寺院には下記の伝承も残っている。景行天皇の時代、日本武尊の子（または弟）讃留霊皇子（さるれおうじ）が天皇より土佐の海で船を襲い人を食して暴れる大魚の退治を命じられた。これを知った大魚は瀬戸内海に逃げ込み志度浦に隠れた。これを見つけた霊子の軍は攻撃を行ったが一同は大魚に飲み込まれた。霊子は一計を案じ、もろともに飲み込まれた軍船に火を着け大魚を退治した。後に、里人は大魚の祟りを恐れ、魚霊堂（うおみどう）と呼ばれる小堂を建立し地蔵菩薩を祀ったという。地蔵寺の名はこれに由来する。
戦火など幾たびも火災に遭い寺院は荒廃した。江戸時代中期の1729年（享保14年）密英が本堂を再建し、寺院が現在の形に整えられた。密英は「日本廻国六十六体尊」も設けた。中世に日本全国六十六カ国の神社仏閣を巡る日本一長い道のりの巡礼があった。これに因み密英が設置したものである。

## 画像

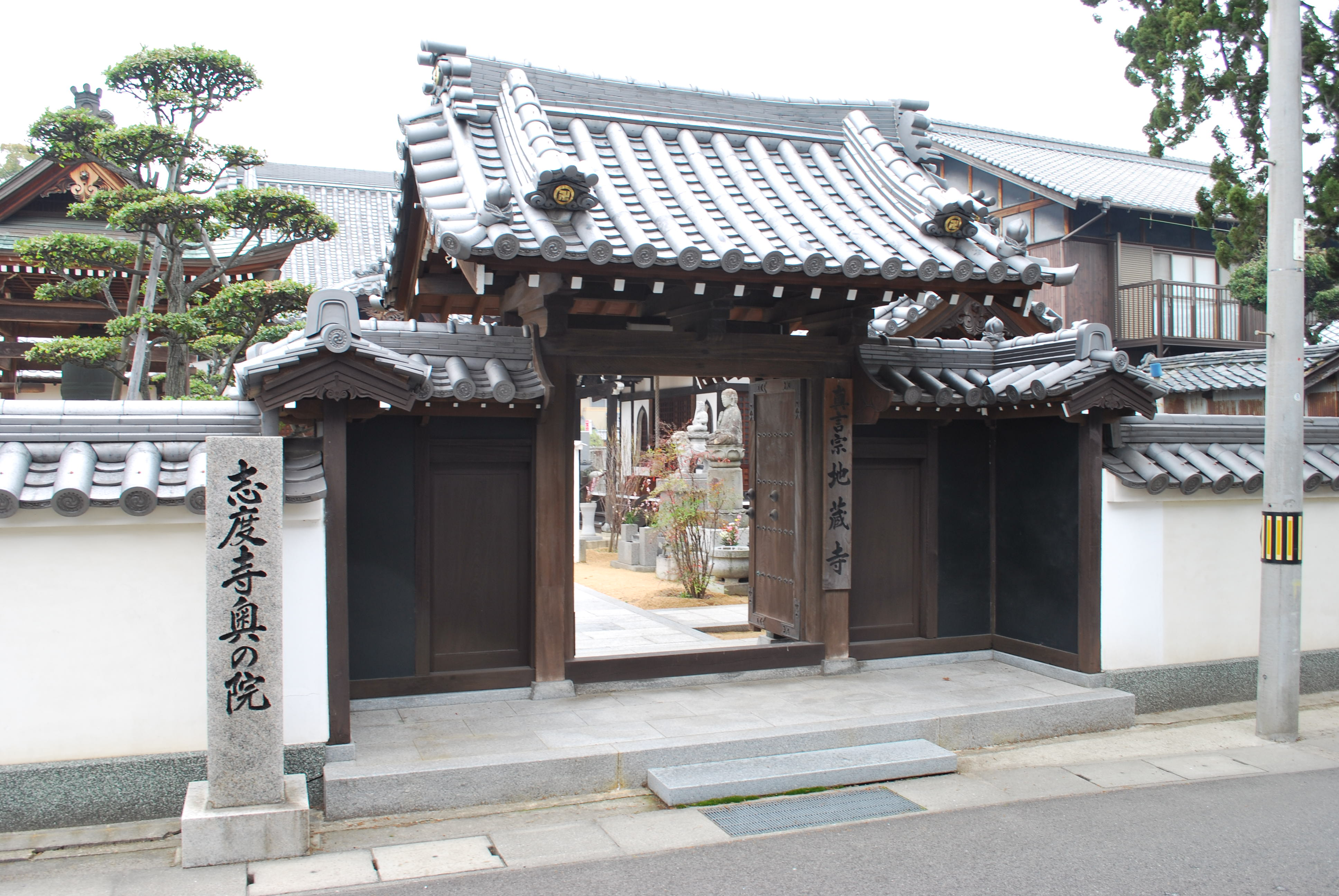
山門
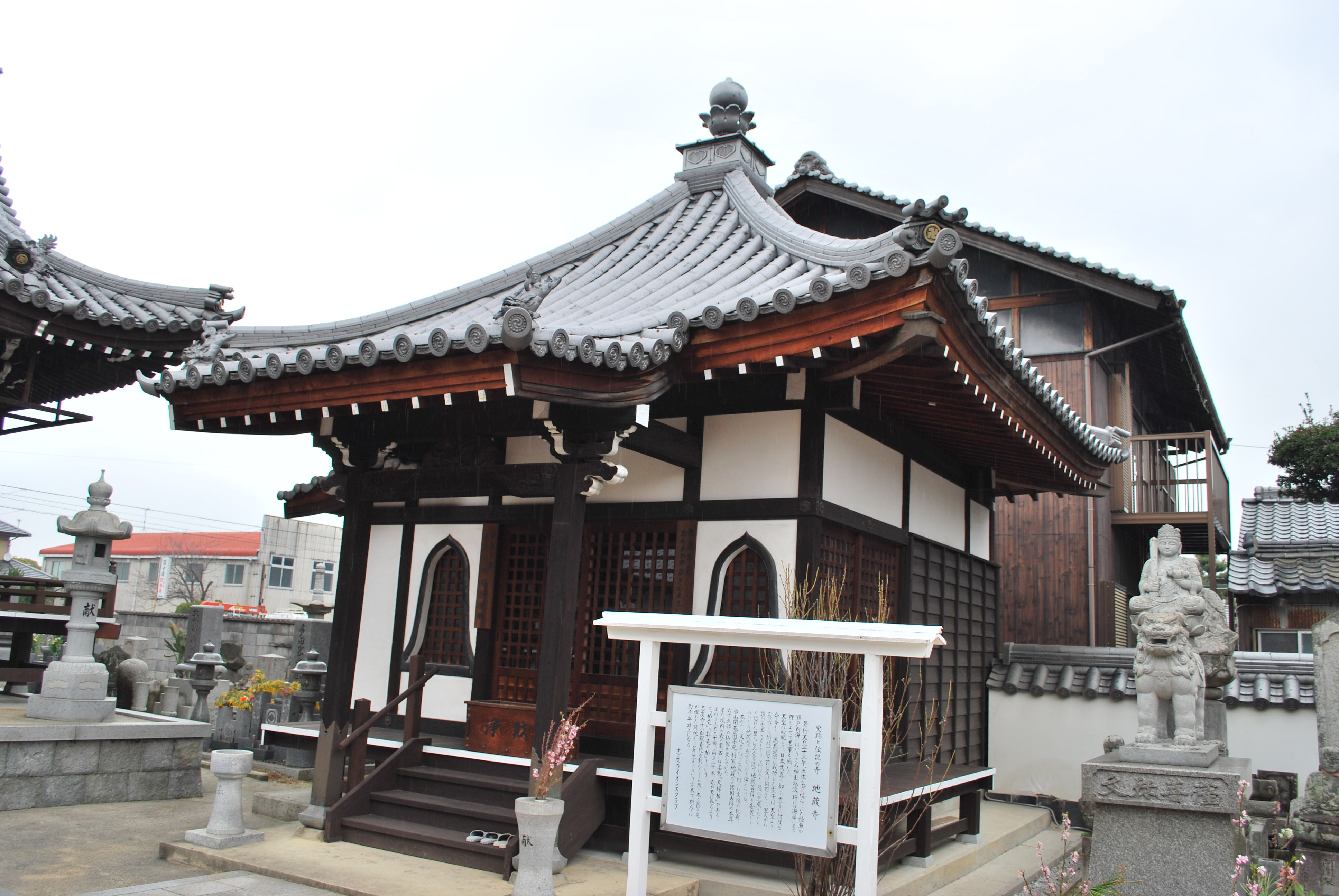
地蔵堂（魚霊堂） 兼 大師堂
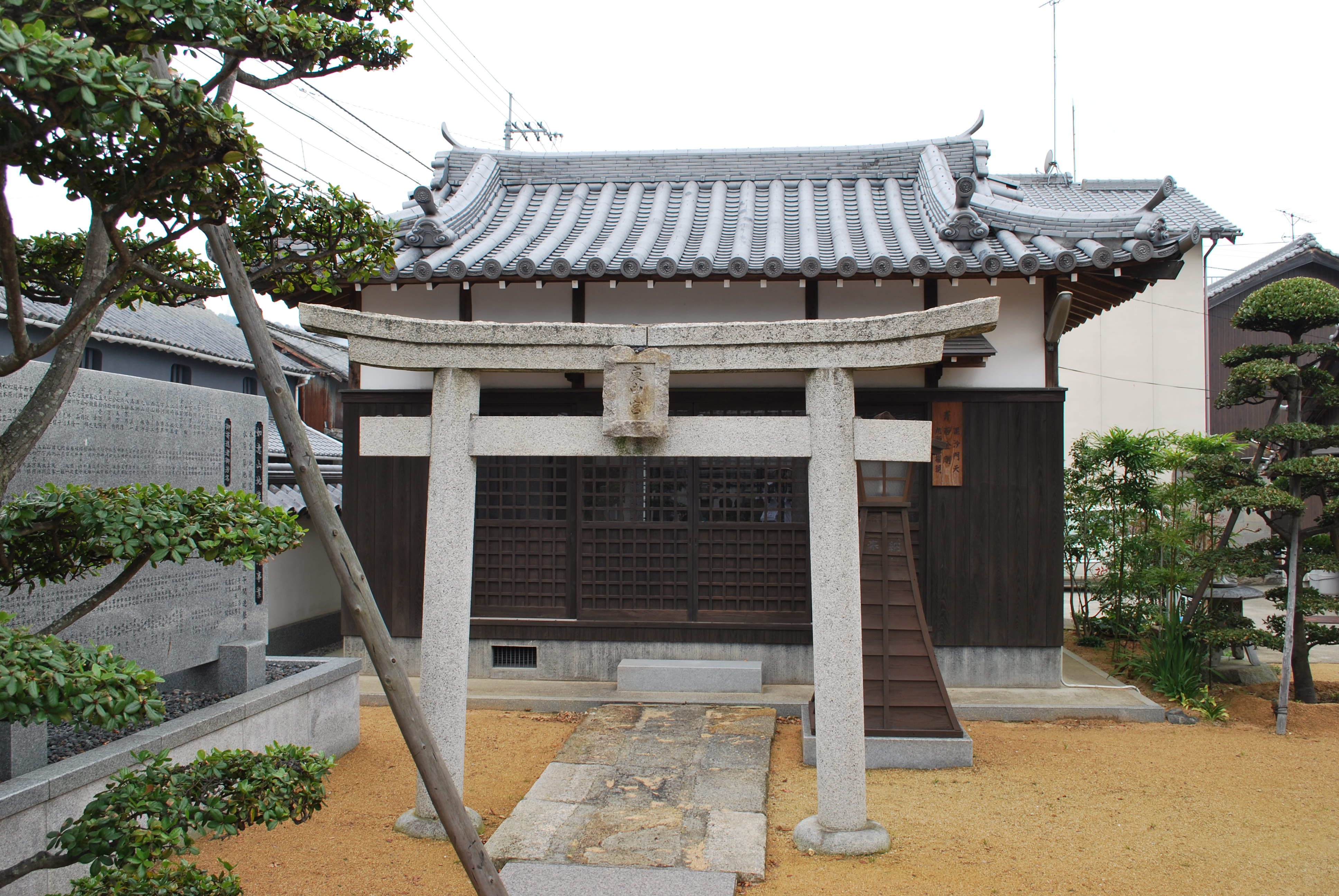
庚申宮

## 前後の札所
四国八十八カ所
86 志度寺 --（0.8Km）-- 86番奥の院 地蔵寺 --（7.9Km）-- 87 長尾寺

## 参考資料
- 香川県の歴史散歩編集委員会 編『新版 香川県の歴史散歩』山川出版社、1995年、203頁。 NCID BN14477324。全国書誌番号:96067317。
- 宮崎建樹『四国遍路ひとり歩き同行二人』 地図編（第9版）、へんろみち保存協力会、2010年。
- 宮崎建樹『四国遍路ひとり歩き同行二人』 解説編（第7版）、へんろみち保存協力会、2007年。
- 『地蔵寺（如意山・文殊院・地蔵寺）』 現地配付資料